# BNP Paribas Masters 2013
BNP Paribas Masters 2013 — тенісний турнір, що проходив на кортах з твердим покриттям у місті Paris, Франція з 28 жовтня. Належав до категорії ATP World Tour Masters 1000.

## Фінальна частина

### Одиночний розряд
Новак Джокович —  Давид Феррер 7–5, 7–5

### Парний розряд
Боб Браян /  Майк Браян —  Александер Пея /  Бруно Соарес 6–3, 6–3